# Jean Jaurès
Jean Léon Jaurès (ʒɑ̃ ʒɔ.ʁɛs); s polnim imenom Auguste Marie Joseph Jean Léon Jaurès, francoski politik socialdemokratske usmeritve, * 3. september 1859, Castres, departma Tarn, † 31. julij 1914, Pariz.
Politično dejavnost je  Jaurès pričel v vrstah stranke francoskih republikancev - oportunistov, a je kasneje postal eden izmed vidnih francoskih in mednarodnih voditeljev socialne demokracije. Leta 1902 je postal voditelj Francoske socialistične stranke, ki se je leta 1905 združila s Socialistično stranko Francije v Francosko sekcijo Mednarodne delavske organizacije (SFIO). 
Zaradi izrazitega antimilitarizma in pacifizma ter naporov, da bi v zadnjem hipu z odločno delavsko akcijo v Franciji in Nemčiji preprečili prvo svetovno vojno, je bil umorjen tik pred začetkom vojne. 
Jaurès je med najbolj izrazitimi zgodovinskimi liki francoske levice.
Leta 1924 so posmrtne ostanke Jeana Jaurèsa slovesno prenesli v pariški Panteon.